# Джоанн МакПайк
Джоанн МакПайк (англ. Joann McPike) — мандрівниця-фотограф та меценат, яка розмовляє двома мовами, є громадянкою двох держав, проживала у семи та побувала у більше, ніж ста країнах світу, і яка є засновницею унікальної Глобальної школи THINK.
Джоанн народилася у Новій Зеландії. У віці 18 років вона покинула свою рідну Нову Зеландію, щоб досліджувати світ. Наразі вона проживає на Багамах і є громадянкою цих обох держав, однак і тепер «її черевики не відриваються від мандрівних доріг».
Фотографічні роботи Джоанн отримали світове визнання. Вона є лауреатом звання «Фотограф року» (англ. Photographer of the Year) 2004-го року. Роботи експонуються в мистецькій галереї «Nomade Arts Gallery» в Маямі та в галереї «West Hill Gallery», що у Нассау (Багамські Острови). Має власне філософське бачення світу, яке виклала у кращих фотографічних роботах, та опублікувала у книзі «THINK». Книга була видана обмеженим тиражем, із урахуванням провідних художників, меценатів, бізнес-лідерів і новаторів з усього світу.
Разом із своїм чоловіком Гаррі та сином Алексом встигли побувати більш ніж у 70 країнах світу. Виховуючи сина, закликала його вести щоденник і описувати та замальовувати свої подорожі, як тільки він став достатньо дорослим для того, «щоб тримати ручку», та прищеплювала йому цінності співпереживання світу як його громадянину і мислителю. Намагаючись надати синові освіту світового рівня, глобальні світові знання та виховати його як громадянина світу, заснували власну унікальну мандрівну школу-інтернат. Школа у навчальному процесі використовує навчальну базу мережі акредитованих в системі Міжнародного бакалаврату міжнародних шкіл-інтернатів, які розкидані по усьому світу, та із якими співпрацює. Протягом навчального року школа переїжджає із країни до країни, використовуючи для навчання не тільки навчальні класи чи аудиторії приймаючої сторони, а, в першу чергу, історичні та географічні місця, музеї, храми та святині, природне середовище, включаючи і підводний світ тієї країни, яка їх приймає. Перший навчальний семестр розпочався у Швеції. Після завершення терміну навчання Алексом школа продовжує роботу, зростає, розширюється, розвивається і успішно виконує свою місію. Відтоді учні «мандрівної середньої школи» встигли повчитися на всіх континентах земної кулі, окрім Антарктиди.